# بيل كينيدي (لاعب كرة سلة)
بيل كينيدي (بالإنجليزية: Bill Kennedy)‏ (و. 1938 – 2006 م) هو لاعب كرة سلة، ولاعب كرة قاعدة أمريكي، ولد في فيلادلفيا، مركز لعبه هو هجوم خلفي، توفي في ويست بالم بيتش، عن عمر يناهز 68 عاماً، بسبب حادث مرور.

## روابط خارجية
- بيل كينيدي على موقعبيزبول رفرنس.كوم (الدوري الثانوي) (الإنجليزية)
- بيل كينيدي على موقع إن بي أي (الإنجليزية)
- بيل كينيدي على موقع سبورتس رفرنس (الإنجليزية)
- بيل كينيدي على موقع كلية كرة السلة في سبورتس رفرنس.كوم (الإنجليزية)
- بيل كينيدي على موقع ريلجم (الإنجليزية)
- بيل كينيدي على موقع بروبوليرز (الإنجليزية)